# Super Rugby
Super Rugby ist eine professionelle internationale Rugby-Union-Meisterschaft, die in der südlichen Hemisphäre ausgetragen wird. Sie besteht derzeit aus elf Franchise-Mannschaften, von denen vier in Australien, fünf in Neuseeland und eine in Fidschi beheimatet sind, während eine weitere die pazifischen Inseln (faktisch die Cookinseln, Samoa und Tonga) repräsentiert.
Der Wettbewerb fand erstmals 1996 mit zwölf Mannschaften statt, damals unter dem Namen Super 12. 2006 kamen je eine Mannschaft aus Australien und Südafrika hinzu, worauf der Wettbewerb Super 14 hieß. Als 2011 eine weitere australische Mannschaft dazustieß, erfolgte die Umbenennung in Super Rugby. 2016 wurde die Meisterschaft um drei weitere Mannschaften ergänzt. Neben einer sechsten Mannschaft aus Südafrika nahm je eine Mannschaft aus Argentinien und Japan am Wettbewerb teil. 2018 wurde der Wettbewerb jedoch wieder um drei Mannschaften reduziert, danach bestand der Wettbewerb aus den 15 Mannschaften.
Die Saison 2020 musste wegen der COVID-19-Pandemie ersatzlos gestrichen werden, was das Ende der japanischen Beteiligung bedeutete. Infolge der pandemiebedingten Reisebeschränkungen veranstalteten die Verbände Ersatzmeisterschaften unter den Namen Super Rugby AU (Australien), Super Rugby Aotearoa (Neuseeland) und Super Rugby Unlocked (Südafrika), wobei die australischen und neuseeländischen Teams zusätzlich den Wettbewerb Super Rugby Trans-Tasman austrugen. Diese Zersplitterung führte dazu, dass sich die südafrikanischen Teams im September 2020 ebenfalls aus Super Rugby zurückzogen und zur United Rugby Championship mit Teams aus Europa wechselten. Während Argentinien sein Team auflöste, stießen 2022 zwei pazifische Teams hinzu. Seither ist auch die Bezeichnung Super Rugby Pacific gebräuchlich.

## Organisation
Für die Organisation des Wettbewerbs zuständig ist das Konsortium SANZAAR. Dabei handelt es sich um ein Joint Venture der Verbände Südafrikas (South African Rugby Union), Australiens (Rugby Australia), Neuseelands (New Zealand Rugby) und Argentiniens (Unión Argentina de Rugby). Neben Super Rugby führt es auch das Turnier The Rugby Championship durch.

## Format
Seit der Neuausrichtung 2022 ist das Meisterschaftsformat wie folgt: Zwölf Teams spielen in einer Round Robin mit sieben Heim- und sieben Auswärtsspielen, wobei die gesamte zweite Runde (die sogenannte „Super Round“) an einem zentralen Ort ausgetragen wird. Zu den vierzehn Spielen gehören elf reguläre Rundenspiele gegen die anderen teilnehmenden Teams und drei zusätzliche „Rivalitätsspiele“, in denen sie zum zweiten Mal in einem Heim- und Auswärtsspiel gegen eine andere Mannschaft antreten. Jede Mannschaft hat außerdem eine spielfreie Woche, so dass insgesamt fünfzehn Runden gespielt werden.
Nach Abschluss der 15. Runde erreichen die acht besten Teams das Viertelfinale, in dem das erstplatzierte Team gegen die achtplatzierte, das zweitplatzierte Team gegen das siebtplatzierte, das drittplatzierte Team gegen das sechstplatzierte und das viertplatzierte Team gegen die fünftplatzierte antritt. Die Viertelfinalsieger ziehen ins Halbfinale ein, die Sieger der Halbfinalpartien bestreiten das Finale. Das höher eingestufte Team ist jeweils Gastgeber der Play-off-Spiele. Die Rangfolge in der Wettbewerbstabelle wird durch die Anzahl der während der regulären Saison erzielten Tabellenpunkte bestimmt. Diese können auf folgende Weise erworben werden: vier Punkte für die siegreiche Mannschaft, zwei Punkte für jede Mannschaft bei einem Unentschieden und keine Punkte bei einer Niederlage. Eine Mannschaft kann auch einen einzelnen Bonuspunkt erhalten, wenn sie in einem Spiel mindestens drei Versuche mehr als der Gegner erzielt oder mit sieben Punkten oder weniger verliert.

## Geschichte

### Vorgängerturniere
Nach der Professionalisierung des Rugby-Union-Sports Mitte der 1990er Jahre entstand die Super 12 neben einer Reihe anderer professioneller Ligen. Vor 1995 gab es bereits mehrere internationale Wettkampfveranstaltungen auf der Südhalbkugel. Der früheste Vertreter war die von 1986 bis 1990 ausgetragene South Pacific Championship. Daran waren ursprünglich die Provinzmannschaften Auckland, Canterbury, Wellington (alle Neuseeland), Queensland und New South Wales (beide Australien) sowie die fidschianische Nationalmannschaft beteiligt. Nach dem Sieg Australiens bei der Weltmeisterschaft 1991 wurde der Wettbewerb als Super Six erneuert. Er erwies sich als erfolgreich und wurde durch die Aufnahme südafrikanischer Provinzen und der tongaischen Nationalmannschaft zu Super 10 erweitert. Fidschi hingegen schied aus dem Wettbewerb aus.

### Super 12

Logo der Super 12 (1996–2005)

Durch die Verbreitung des Bezahlfernsehens in Australien und anderen Ländern entstand der Bedarf für ein exklusives „Produkt“, das nicht im frei empfangbaren Fernsehen präsent war – wie beispielsweise Rugby Union. Außerdem fürchteten die Verbandsverantwortlichen, ihre besten Spieler an Rugby League zu verlieren. In diesem Sport wurden durch die Einführung der Super League (seit 1998 National Rugby League, NRL) höhere Gehälter bezahlt. Durch die Super 12 hatten die Rugby-Union-Verbände Australiens, Neuseelands und Südafrikas ein Mittel, diesen beiden Problemen zu begegnen; durch einen 555 Millionen US-Dollar teuren Vertrag mit der News Corporation erhielten sie sowohl Sendezeit als auch finanzielle Unterstützung.
Die Verbände der drei beteiligten Länder gründeten gemeinsam das Konsortium SANZAR (South African, New Zealand and Australian Rugby), um den jährlichen Wettkampf und die Tri Nations durchzuführen. 1996 fand die erste Auflage von Super 12 statt. Zu Beginn des neuen Jahrtausends wuchs der Druck, ein viertes australisches Team und ein weiteres Team aus Südafrika mit aufzunehmen. Weiterhin gab es Vorschläge, Fidschi, Tonga oder Samoa beziehungsweise eine gemeinsame Mannschaft der Pacific Islanders oder eine Mannschaft aus Argentinien miteinzubeziehen.

### Super 14

Logo der Super 14 (2006–2010)

Im September 2004 begannen Verhandlungen für einen neuen Vertrag mit den Sendeanstalten ab 2006. Zwei Monate später verkündete SANZAR die Unterzeichnung eines neuen Vertrags mit der News Corporation (für das Vereinigte Königreich, Australien und Neuseeland) und Supersport (für Südafrika). Für die nächsten fünf Jahre nahm SANZAR somit 323 Millionen US-Dollar ein, was einer jährlichen Erhöhung von 16 % im Vergleich zum vorherigen Vertrag entsprach. Miteinbezogen waren die Super 14 und Länderspiele. SANZAR behielt sich das Recht auf separate Verträge für andere Märkte wie Japan, Frankreich und Amerika vor. Mit diesem neuen Vertrag einher ging die Erweiterung des Wettbewerbs. Australien und Südafrika erhielten je eine neue Mannschaft, die pazifischen Inseln und Argentinien blieben jedoch weiterhin unberücksichtigt.
2005 wurde bekannt, dass die neue australische Mannschaft aus Perth kommen und den Namen Western Force tragen wird. Nach einer ausgiebigen Diskussion in Südafrika entschied SANZAR 2006, dass weiterhin die vier etablierten Mannschaften in der Super 14 spielen werden, ergänzt um die südafrikanischen Central Cheetahs. Das Verfolgen des Endspiels der Saison 2006 war sowohl für Besucher als auch für Fernsehzuschauer durch dichten Nebel im Jade Stadium in Christchurch extrem erschwert und teilweise unmöglich. Das Spiel blieb unter der Bezeichnung Gorillas in the Mist in Erinnerung, in Anlehnung an den gleichnamigen Film. In der Saison 2007 fehlten 22 Spieler der All Blacks in den ersten sieben Runden des Turniers, da sie als Vorbereitung auf die Weltmeisterschaft 2007 ein Konditionierungsprogramm absolvierten. Am Ende der regulären Saison war zum ersten Mal seit 1998 keine australische Mannschaft im Halbfinale und zum ersten Mal überhaupt machten zwei südafrikanische Mannschaften das Endspiel unter sich aus.

### Erweiterung auf 15 Teams
Es gab Berichte, dass sich Südafrika nach 2010 möglicherweise aus der Super 14 zurückziehen könnte. In diesem Zusammenhang war spekuliert worden, dass die südafrikanischen Teams lieber an einem Turnier mit europäischen Vereinen teilnehmen würden, da es somit fast keine Zeitverschiebung gäbe und die Reisebedingungen angenehmer wären. In den Berichten klang außerdem durch, dass sich südafrikanische Offizielle benachteiligt fühlen, vor allem wegen der vielen Auswärtsspiele während des Turniers und den damit verbundenen langen Flügen für ihre Teams. Andererseits brachte der Präsident des südafrikanischen Rugby-Verbandes, Oregan Hoskins, mit der Möglichkeit der Teilnahme Argentiniens an den Tri Nations seine Vorstellung zweier argentinischer Teams in der Super 14 zum Ausdruck, die das Turnier zur „Super 16“ erweitern würden.
Nach längeren Verhandlungen stellte SANZAR am 19. Mai 2009 einen Plan zur Erweiterung der Meisterschaft ab der Saison 2011 vor. Er griff einen Vorschlag der Australian Rugby Union auf, der drei nationale Conferences vorsah, so dass innerhalb der beteiligten Länder mehr Spiele untereinander ausgetragen werden können. Der Saisonstart wurde fix auf Ende Februar festgelegt, das Saisonende auf Anfang August, so dass es keine Überschneidungen mit den nationalen Meisterschaften gab. Darüber hinaus gab es im Juni eine dreiwöchige Pause für Länderspiele (auf ausdrücklichen Wunsch des südafrikanischen Verbandes). Ab 2011 waren die Melbourne Rebels das fünfte australische Team und das 15. Franchise im Wettbewerb.

### Erweiterung auf 18 Teams
Greg Peters, der Vorsitzende des südafrikanischen Verbands, teilte im Februar 2012 mit, dass die Erweiterung um Teams aus Argentinien, Japan und den USA ab 2016 möglich sei, wenn der derzeit laufende TV-Vertrag erneuert würde. Insbesondere in Japan und den USA erwartete man ein gesteigertes Interesse an Rugby, da die Sportart in diesem Jahr wieder olympisch war. Schließlich wurde die Liga 2016 um eine Mannschaft aus Argentinien, Japan und aus Südafrika erweitert.

### Reduzierung auf 15 Teams
Im April 2017 verkündete der Ausrichter SANZAR, die Liga von 18 auf 15 Mannschaften zu verkleinern. Grund dafür waren die teilweise einseitigen Spiele, der große Reiseaufwand und ein sinkendes Zuschauerinteresse. Die Verbände Australiens und Südafrikas wurden aufgefordert, ein bzw. zwei Franchises zu benennen, die die Liga verlassen. Am 1. August 2017 wurde bekanntgegeben, dass die Kings und die Central Cheetahs aus Südafrika die Super-Rugby-Meisterschaft verlassen werden und die europäische Liga Pro12, die United Rugby Championship, ab der Saison 2017/18 aufstocken werden. Die australische Mannschaft Western Force erhielt keine Lizenz für die Super-Rugby-Meisterschaft und musste diese verlassen.

### Südafrikas Rückzug und Neuorganisation
Im September 2020 kündigte die South African Rugby Union Pläne an, alle seine Mannschaften aus Super Rugby zurückzuziehen und an einem erweiterten europäischen Wettbewerb teilnehmen zu lassen. Aufgrund der COVID-19-Pandemie und der damit einher gehenden internationalen Reisebeschränkungen fanden im Jahr nach der abgebrochenen Saison 2020 die Ersatzmeisterschaften Super Rugby Aotearoa in Neuseeland, Super Rugby AU in Australien und Super Rugby Unlocked in Südafrika statt. Ebenfalls 2021 stand Super Rugby Trans-Tasman auf dem Programm, bei dem die australischen Mannschaften auf die neuseeländischen trafen.
Für die Saison ab 2022 wurde ein neuer Wettbewerb mit zwölf Mannschaften angekündigt, mit je fünf australischen und neuseeländischen Teams sowie mit der Auswahl Moana Pasifika und einem fidschianischen Mannschaft. New Zealand Rugby bestätigte, dass man mit Fiji Rugby und Moana Pasifika zusammenarbeiten und die Zusammenarbeit mit Australien ebenfalls fortsetzen möchte. Im April 2021 wurde die Vergabe von Lizenzen an Fijian Drua und Moana Pasifika für die Saison 2022 angekündigt. Nach der Insolvenz der Melbourne Rebels im Mai 2024 wird Super Rugby künftig elf Teams umfassen.

## Mannschaften

### Aktuelle Mannschaften
2024 nahmen folgende Mannschaften an Super Rugby teil:
| Team                     | Land       | Stadt/Region                           | Stadion                              | Gründung | Teilnahme           |
| ------------------------ | ---------- | -------------------------------------- | ------------------------------------ | -------- | ------------------- |
| Brumbies                 | Australien | Canberra, Australian Capital Territory | Canberra Stadium (25.011)            | 1996     | seit 1996           |
| Queensland Reds          | Australien | Brisbane, Queensland                   | Suncorp Stadium (52.500)             | 1883     | seit 1996           |
| New South Wales Waratahs | Australien | Sydney, New South Wales                | Sydney Football Stadium (42.500)     | 1874     | seit 1996           |
| Western Force            | Australien | Perth, Western Australia               | Perth Oval (20.500)                  | 2005     | 2006–2017 seit 2020 |
| Fijian Drua              | Fidschi    | Suva                                   | HFC Bank Stadium (15.000)            | 2017     | seit 2022           |
| Blues                    | Neuseeland | Auckland                               | Eden Park (50.000)                   | 1996     | seit 1996           |
| Chiefs                   | Neuseeland | Hamilton                               | Waikato Stadium (25.800)             | 1996     | seit 1996           |
| Crusaders                | Neuseeland | Christchurch                           | Rugby League Park (18.600)           | 1879     | seit 1996           |
| Highlanders              | Neuseeland | Dunedin                                | Forsyth Barr Stadium (30.748)        | 1995     | seit 1996           |
| Hurricanes               | Neuseeland | Wellington                             | Wellington Regional Stadium (34.500) | 1995     | seit 1996           |
| Moana Pasifika           | Neuseeland | Auckland                               | Mount Smart Stadium (30.000)         | 2020     | seit 2022           |

### Frühere Mannschaften
| Team             | Land        | Stadt/Region            | Stadion                              | Gründung | Teilnahme       |
| ---------------- | ----------- | ----------------------- | ------------------------------------ | -------- | --------------- |
| Sunwolves        | Japan       | Tokio                   | Prinz-Chichibu-Rugbystadion (30.000) | 2015     | 2016–2020       |
| Jaguares         | Argentinien | Buenos Aires            | Estadio José Amalfitani (49.540)     | 2015     | 2016–2020       |
| Melbourne Rebels | Australien  | Melbourne, Victoria     | AAMI Park (30.050)                   | 2009     | 2011–2024       |
| Bulls            | Südafrika   | Pretoria, Limpopo       | Loftus-Versfeld-Stadion (51.762)     | 1997     | 1997–2020       |
| Cheetahs         | Südafrika   | Bloemfontein, Freistaat | Free-State-Stadion (46.000)          | 2005     | 2006–2017       |
| Lions            | Südafrika   | Johannesburg, Gauteng   | Ellis-Park-Stadion (62.567)          | 1996     | 1996–2020       |
| Sharks           | Südafrika   | Durban, KwaZulu-Natal   | Kings-Park-Stadion (55.000)          | 1995     | 1996–2020       |
| Southern Kings   | Südafrika   | Port Elizabeth, Ostkap  | Nelson-Mandela-Bay-Stadion (46.000)  | 1995     | 2013, 2016–2017 |
| Stormers         | Südafrika   | Kapstadt, Westkap       | Kapstadt-Stadion (55.500)            | 1996     | 1996–2020       |

## Pokal
Der erste Super-Rugby-Pokal besteht aus Sterlingsilber und zeigt das Super-14-Logo auf einem Globus, der auf einem sich nach oben verjüngenden und leicht gedrehtem Podest sitzt. Die 49 Zentimeter hohe und 2,7 Kilogramm schwere Trophäe wurde von Jens Hansen Gold and Silbersmith in Nelson in mehr als zwei Monaten Arbeitszeit hergestellt. Dieselbe Schmiede hatte auch den goldenen Ring für Peter Jacksons Verfilmung von Der Herr der Ringe hergestellt. Erstmals der Öffentlichkeit präsentiert wurde der Pokal am 7. Februar 2006 in Wellington.
Die Erweiterung zu Super Rugby mit 15 Mannschaften im Jahr 2011 erforderte die Herstellung eines neuen Pokals. Es handelt sich um eine 18 kg schwere und 65 cm hohe Trophäe aus Edelstahl mit spiegelnder Oberfläche, entworfen durch die Firma Blue Sky Design und hergestellt von Box and Dice (beide in Sydney). Die Präsentation der neuen Trophäe erfolgte am 30. Juni 2011.

## Sieger

### Super 12
| Saison      | Datum Finale | Sieger    | 2. Finalist | Ergebnis | Ort          |
| ----------- | ------------ | --------- | ----------- | -------- | ------------ |
| Saison 1996 | 25. Mai 1996 | Blues     | Natal       | 45:21    | Auckland     |
| Saison 1997 | 31. Mai 1997 | Blues     | Brumbies    | 23:7     | Auckland     |
| Saison 1998 | 30. Mai 1998 | Crusaders | Blues       | 20:13    | Auckland     |
| Saison 1999 | 30. Mai 1999 | Crusaders | Highlanders | 24:19    | Dunedin      |
| Saison 2000 | 27. Mai 2000 | Crusaders | Brumbies    | 20:19    | Canberra     |
| Saison 2001 | 26. Mai 2001 | Brumbies  | Sharks      | 36:6     | Canberra     |
| Saison 2002 | 25. Mai 2002 | Crusaders | Brumbies    | 31:13    | Christchurch |
| Saison 2003 | 24. Mai 2003 | Blues     | Crusaders   | 21:17    | Auckland     |
| Saison 2004 | 22. Mai 2004 | Brumbies  | Crusaders   | 47:38    | Canberra     |
| Saison 2005 | 28. Mai 2005 | Crusaders | Waratahs    | 35:25    | Christchurch |

### Super 14
| Saison      | Datum Finale | Sieger    | 2. Finalist | Ergebnis | Ort          |
| ----------- | ------------ | --------- | ----------- | -------- | ------------ |
| Saison 2006 | 27. Mai 2006 | Crusaders | Hurricanes  | 19:12    | Christchurch |
| Saison 2007 | 19. Mai 2007 | Bulls     | Sharks      | 20:19    | Durban       |
| Saison 2008 | 31. Mai 2008 | Crusaders | Waratahs    | 20:12    | Christchurch |
| Saison 2009 | 30. Mai 2009 | Bulls     | Chiefs      | 61:17    | Pretoria     |
| Saison 2010 | 29. Mai 2010 | Bulls     | Stormers    | 25:17    | Soweto       |

### Super Rugby
| Saison      | Datum Finale                                                    | Sieger                                                          | 2. Finalist                                                     | Ergebnis                                                        | Ort                                                             |                                                                 |
| ----------- | --------------------------------------------------------------- | --------------------------------------------------------------- | --------------------------------------------------------------- | --------------------------------------------------------------- | --------------------------------------------------------------- | --------------------------------------------------------------- |
| Saison 2011 | 9. Juli 2011                                                    | Reds                                                            | Crusaders                                                       | 18:13                                                           | Brisbane                                                        |                                                                 |
| Saison 2012 | 4. August 2012                                                  | Chiefs                                                          | Sharks                                                          | 37:6                                                            | Hamilton                                                        |                                                                 |
| Saison 2013 | 3. August 2013                                                  | Chiefs                                                          | Brumbies                                                        | 27:22                                                           | Hamilton                                                        |                                                                 |
| Saison 2014 | 2. August 2014                                                  | Waratahs                                                        | Crusaders                                                       | 33:32                                                           | Sydney                                                          |                                                                 |
| Saison 2015 | 4. Juli 2015                                                    | Highlanders                                                     | Hurricanes                                                      | 21:14                                                           | Wellington                                                      |                                                                 |
| Saison 2016 | 6. August 2016                                                  | Hurricanes                                                      | Lions                                                           | 20:3                                                            | Wellington                                                      |                                                                 |
| Saison 2017 | 5. August 2017                                                  | Crusaders                                                       | Lions                                                           | 25:17                                                           | Johannesburg                                                    |                                                                 |
| Saison 2018 | 4. August 2018                                                  | Crusaders                                                       | Lions                                                           | 37:18                                                           | Christchurch                                                    |                                                                 |
| Saison 2019 | 6. Juli 2019                                                    | Crusaders                                                       | Jaguares                                                        | 19:3                                                            | Christchurch                                                    |                                                                 |
| Saison 2020 | Saison abgebrochen, regionale Turniere nach Abbruch ausgespielt | Saison abgebrochen, regionale Turniere nach Abbruch ausgespielt | Saison abgebrochen, regionale Turniere nach Abbruch ausgespielt | Saison abgebrochen, regionale Turniere nach Abbruch ausgespielt | Saison abgebrochen, regionale Turniere nach Abbruch ausgespielt | Saison abgebrochen, regionale Turniere nach Abbruch ausgespielt |
| Saison 2021 | Regionale Turniere ausgespielt, kein Gesamtsieger ermittelt     | Regionale Turniere ausgespielt, kein Gesamtsieger ermittelt     | Regionale Turniere ausgespielt, kein Gesamtsieger ermittelt     | Regionale Turniere ausgespielt, kein Gesamtsieger ermittelt     | Regionale Turniere ausgespielt, kein Gesamtsieger ermittelt     | Regionale Turniere ausgespielt, kein Gesamtsieger ermittelt     |
| Saison 2022 | 18. Juni 2022                                                   | Crusaders                                                       | Blues                                                           | 21:7                                                            | Auckland                                                        |                                                                 |
| Saison 2023 | 24. Juni 2023                                                   | Crusaders                                                       | Chiefs                                                          | 25:20                                                           | Auckland                                                        |                                                                 |
| Saison 2024 | 22. Juni 2024                                                   | Blues                                                           | Chiefs                                                          | 41:10                                                           | Auckland                                                        |                                                                 |
| Saison 2025 | 21. Juni 2025                                                   | Crusaders                                                       | Chiefs                                                          | 16:12                                                           | Christchurch                                                    |                                                                 |

### Gewonnene Titel
(ohne Ersatzwettbewerbe)
- Crusaders: 13 Titel
- Blues: 4 Titel
- Bulls: 3 Titel
- Brumbies: 2 Titel
- Chiefs: 2 Titel
- Reds: 1 Titel
- Waratahs: 1 Titel
- Highlanders: 1 Titel
- Hurricanes: 1 Titel

### Ersatzwettbewerbe
| Saison                    | Meister   |
| ------------------------- | --------- |
| Super Rugby Aotearoa 2020 | Crusaders |
| Super Rugby Aotearoa 2021 | Crusaders |

| Saison              | Meister  |
| ------------------- | -------- |
| Super Rugby AU 2020 | Brumbies |
| Super Rugby AU 2021 | Reds     |

| Saison | Meister |
| ------ | ------- |
| 2020   | Bulls   |

## Rekorde und Statistiken

### Mannschaften
Stand: 16. April 2024
- Punktereichstes Spielergebnis: 137 – Chiefs 72:65 Lions (19. Februar 2010)
- Meiste Versuche: 14 – Crusaders (11. Mai 2002)
- Höchste Gewinnspanne: 89 – Bulls 92:3 Reds (5. Mai 2007)
- Bester Gewinnquotient: 71 % – Crusaders
- Meiste Siege: 289 – Crusaders
- Meiste Punkte in einem Spiel: 96 – Crusaders (11. Mai 2002)
- Meiste Punkte in einem Auswärtsspiel: 83 – Hurricanes (25. Februar 2017)

### Spieler
In der Super-Rugby-Karriere:
- Punkte: 1708 – Daniel Carter, Crusaders
- Spiele: 202 – Wyatt Crockett, Crusaders
- Versuche: 63 – TJ Perenara, Hurricanes
- Erhöhungen: 319 – Richie Moʻunga, Crusaders
- Straftritte: 307 – Daniel Carter, Crusaders
- Dropgoals: 25 – Morné Steyn, Bulls

In einem Spiel:
- Punkte: 50 – Gavin Lawless, Sharks (8. März 1997)
- Versuche: 5 – Sean Wainui, Chiefs (12. Juni 2021)
- Erhöhungen: 13 – Andrew Mehrtens, Crusaders (11. Mai 2002)
- Straftritte: 9 – Elton Jantjies, Lions (25. Februar 2012)

### Premieren
- Erster Versuch: Alama Ieremie, Blues – Hurricanes, Palmerston North (1996)
- Erste Erhöhung: Jamie Cameron, Hurricanes – Blues, Palmerston North (1996)
- Erster Straftritt: Jamie Cameron, Hurricanes – Blues, Palmerston North (1996)